# Maeve Kyle
Pour les articles homonymes, voir Kyle.
Maeve Esther Enid Kyle (née Shankey ; 6 octobre 1928 - 23 juillet 2025) est une athlète et une joueuse de hockey sur gazon internationale irlandaise. Elle participe aux Jeux olympiques d'été de 1956, de 1960 et de 1964, et est la première femme à participer à une épreuve olympique en athlétisme sous les couleurs irlandaises. Kyle représente l'Irlande du Nord aux Jeux du Commonwealth en 1958 et 1970 remporte le championnat WAAA du 440 yards en 1961.
Au hockey sur gazon, son « premier amour », elle compte 46 sélections en équipe d'Irlande et représente trois des quatre provinces irlandaises ( Leinster, Munster et Ulster ) à différentes étapes de sa carrière. Elle est nommée dans l'équipe World All-Star en 1953 et 1959. Elle pratique également  le tennis, la natation, la voile et le cricket, et travaille comme entraîneur de club d'athlétisme. Elle est décorée de l'Ordre de l'Empire britannique en 2008.
Son amie et médaillée d'or olympique, Mary Peters, lui rend hommage en la qualifiant de « pionnière du sport féminin, tant en athlétisme qu'en hockey, pour l'Irlande ».

## Biographie
Kyle est née à Urlingford (en), dans le comté de Kilkenny, et grandit au 13 John Street, à Kilkenny. Elle joue au handball gaélique, auquel elle attribue son excellente coordination œil-main, ainsi qu'au touch rugby. Elle fréquente le Kilkenny College, où son père, C.G. Shankey, est alors directeur. Elle va ensuite à l'Alexandra College à l'âge de 10 ans, puis au Trinity College de Dublin, où elle étudie la médecine avant de se tourner vers les sciences naturelles. Elle est la petite-fille de William Thrift, prévôt de Trinity. Elle déménage à Ballymena après avoir épousé Sean Kyle, qu'elle a rencontré à Antrim avec l'équipe irlandaise de hockey sur gazon en 1953. Ils se marient en 1954 et ont une fille, Shauna. Les Kyle fondent le Ballymena and Antrim Athletics Club.
Aux Jeux olympiques de Melbourne de 1956, Kyle participe aux épreuves du 100 mètres et du 200 mètres,. Devenue mère, sa sélection provoque un tollé dans la société irlandaise conservatrice de l'époque et elle est également obligée de payer 200 £ pour les frais de représentation de l'Irlande. Elle perd un nouveau-né, Michael-John, né peu de temps après les Jeux olympiques. Plus tard, Kyle notera qu'elle s'était sentie comme la « suffragette irlandaise de l'athlétisme » à l'époque.
Kyle termine troisième derrière Janet Gaunt dans l'épreuve de pentathlon aux Championnats WAAA de 1958,.
Aux Jeux olympiques de 1960 à Rome, elle participe aux épreuves du 100 et du 200 mètres. Kyle se souvient avoir rencontré Muhammad Ali, alors âgé de 19 ans, qui, selon elle, « avait de grandes ambitions devant lui ».
L'année suivante, elle remporte l' épreuve britannique WAAA de 440 yards aux Championnats WAAA de 1961 et est médaillée les trois années suivantes,. En 1961, elle établit également un record britannique du quart de mile en 56,2 secondes aux Highland Games.
Aux Jeux olympiques de 1964 à Tokyo, elle atteint les demi-finales du 400 m et du 800 m,. En 1966, elle remporte le bronze au 400 mètres aux Jeux européens en salle 1966 à Dortmund,.
À 42 ans, Kyle atteint la finale du 400 mètres aux Jeux du Commonwealth britannique de 1970.
Elle remporte quatre médailles d'or dans la catégorie W45 aux Championnats du monde Masters de 1977 à Göteborg, sur 100 m, 400 m, saut en hauteur et saut en longueur. Elle détient les records du monde Masters dans la catégorie W40 pour le 100 mètres (12,00 s) et le 400 mètres (55,30 s), dans la catégorie W45 pour le 100 mètres (12,50 s) et dans la catégorie W50 pour le saut en longueur à 5,04 mètres[réf. nécessaire].
Kyle participe à ses quatrièmes Jeux olympiques à Sydney en 2000 en tant qu'entraîneur de l'équipe irlandaise d'athlétisme.
Maeve Kyle meurt le 23 juillet 2025 dans une maison de retraite, à l'âge de 96 ans,.
Mary Peters lui rend alors hommage : « Je connais Maeve depuis 70 ans et elle a été une pionnière du sport féminin en Irlande, tant en athlétisme qu'au hockey. Elle a encouragé de nombreux jeunes comme moi à s'engager dans le sport. Aujourd'hui, à 96 ans, qu'elle repose en paix. »

## Distinctions
Kyle a reçu le Lifetime Achievement Award lors de la cérémonie des Coaching Awards 2006 à Londres, en reconnaissance de son travail auprès des athlètes du Ballymena and Antrim Athletics Club. Plus tôt en 2006, elle faisait partie des dix joueuses initialement intronisées au Temple de la renommée du hockey irlandais. Elle a été nommée Officier de l'Ordre de l'Empire britannique (OBE) lors des honneurs du Nouvel An 2008. La même année, elle a été élue au Temple de la renommée de la RTÉ / Irish Sports Council, puis vice-présidente à vie d'Athletics Ireland. Elle a reçu le doctorat honorifique de l'Université d'Ulster en 2006.
En mars 2020, à l'occasion de la Journée internationale de la femme, An Post a émis un timbre en l'honneur de Kyle. Elle a également été honorée par une plaque sur la maison où elle a grandi.
Hockey Ireland la considérait comme « l'une des athlètes multisports les plus accomplies d'Irlande ».